# NGC 7838
NGC 7838  ist eine Spiralgalaxie vom Hubble-Typ SA(r?)a? sp im Sternbild Fische auf der Ekliptik. Sie ist schätzungsweise 521 Millionen Lichtjahre von der Milchstraße entfernt und hat einen Durchmesser von etwa 105.000 Lichtjahren. Gemeinsam mit NGC 7837 bildet sie das wechselwirkende Galaxienpaar Arp 246. 

Halton Arp gliederte seinen Katalog ungewöhnlicher Galaxien nach rein morphologischen Kriterien in Gruppen. Diese Galaxie gehört zu der Klasse Galaxien mit Anzeichen für eine Aufspaltung.
Im selben Himmelsareal befinden sich u. a. die Galaxien NGC 3, NGC 7834, NGC 7835, NGC 7840.
Das Objekt wurde am 29. November 1864 vom deutschen Astronomen Albert Marth entdeckt.